# Mutants de la Terre Sauvage
Les Mutants de la Terre Sauvage (Savage Land Mutates) sont un groupe de super-vilains mutants appartenant à l’univers de Marvel Comics. Ils sont apparus pour la première fois dans X-Men #63, en 1969.

## Origines
Les Mutants de la Terre sauvage étaient des indigènes sauvages habitant les marais de cette région reculée. Ils furent génétiquement altérés (d'où leur nom de mutates en anglais, et non mutants) par Magnéto pour devenir ses hommes de main.
Ils affrontèrent les X-Men et Ka-Zar à plusieurs occasions, et transformèrent même Spider-Man en véritable arachnide géante.
Plusieurs leaders se succédèrent (par la domination souvent) à la tête du groupe, comme Brainchild, Sauron ou Zaladane.

## Composition de l'équipe
Le groupe ne possède pas vraiment de membres attitrés. Bien qu'ils ne soient jamais apparus tous ensemble, on peut toutefois trouver parmi eux :
- Brainchild : leader macrocéphale aux pouvoirs psychiques, il a déjà fait preuve d'une faible télépathie et d'hypnotisme. C'est un véritable génie capable de concevoir des machines hi-tech, comme des colliers inhibiteurs.
- Amphibius : batracien humanoïde, capable de faire des bonds surhumains. Comme son nom l'indique, il est amphibien. Il possède aussi le pouvoir de contrôler les formes de vie aquatiques, comme les requins et les crocodiles. Sa langue est très longue et préhensile. Au combat, il utilise une armure et un gant griffu. Il craint la chaleur, qui peut le sonner et l'affaiblir.
- Barbarus : colosse à 4 bras, pouvant soulever près de 30 tonnes. Son endurance est aussi surhumaine.
- Equilibrius : il peut, en cas de contact visuel, provoquer des vagues de vertige, ou hypnotiser ses adversaires, pour leur faire accomplir des tâches très simples.
- Gaza : barbare aveugle de 2,10 m, pesant près de 150 kg et possédant un sens radar (toutefois très inférieur à celui de Daredevil) qui lui permet de percevoir son environnement proche. Sa force est aussi très élevée. Il combat avec des épées et des haches.
- Leash : jeune femme qui se sert d'un fouet. Elle peut aussi générer un fouet psychique permettant d'asservir les psychés de ses ennemis, tant qu'elle est consciente.
- Lorelei (Lani Ubana) : sa voix produit des ondes hypersoniques pouvant paralyser les mâles.
- Lupo/Timberius : humanoïde canin pouvant contrôler les loups et les chiens, et même certaines espèces d'oiseau, grâce à ses sifflements aigus. Il combat en utilisant ses griffes et ses crocs. Son agilité est incroyable, tout comme ses sens de la vue et de l'ouïe.
- Lupa : humanoïde pouvant contrôler une meute de loups géants. Elle possède des griffes et une audition améliorée. Elle génère aussi des phéromones qui asservit la volonté de ces proies.
- Piper
- Vertigo : aussi membre des Maraudeurs, qui peut psioniquement troubler l'équilibre de ses proies, voire les endormir ou affaiblir leurs pouvoirs. Elle est morte plusieurs fois mais a été clonée par Mister Sinistre.
- Whiteout : une femme toute de blanc vêtue, qui peut créer un flash aveuglant.
- Worm : humanoïde pesant plus de 300 kg et dont la partie inférieure se termine par un corps de lombric. Sa peau secrète un mucus qui fait perdre la coordination et place la victime sous son contrôle mental, tant qu'il est conscient.